# Arborimus albipes
Arborimus albipes — вид гризунів родини Cricetidae. 
Зустрічається тільки на північному заході США. Його природне місце проживання — ліси помірного поясу. Цю полівку можна знайти вздовж невеликих, порослих вільхою струмків у лісі секвої. Дуже невеликі галявини, утворені деревиною, що впала, і підтримують ріст трав'янистих рослин, можуть бути важливим середовищем проживання.
Це нічний наземний вид, і його морфологія свідчить про звичку рити. Він розмножується протягом року, розмір виводку становить від двох до чотирьох, зазвичай трьох. Типова вагітність для роду становить 28 днів з тривалим періодом відлучення 30–35 днів. Він поїдає різноманітні зелені трав'янисті рослини.